# Era No. 5
Era No. 5 – parowiec płytkiego zanurzenia, wybudowany w 1860 w Pittsburghu, wynajęty przez CS Navy do transportu kukurydzy z Red River do Camden w stanie Arkansas.
Jako statek transportowy, okręt ten, transportował maksymalnie 4500 buszli kukurydzy. 14 lutego 1863, został zdobyty na rzece Red River, przez okręt Unii – „Queen of the West” i następnie wcielony do Union Navy. Po stracie „Queen of the West”, jeszcze tego samego dnia, załoga zniszczonego okrętu zasiliła „Erę No. 5”. Następnie służył do celów łącznikowych i transportowych we flotylli po dowództwem Charlesa R. Elleta na rzece Missisipi.